# ヘンドン・フッカー
アラン・ヘンドン・フッカー（Alan Hendon Hooker, 1998年1月13日 - ）は、アメリカ合衆国ノースカロライナ州グリーンズボロ出身のプロアメリカンフットボール選手。NFLのデトロイト・ライオンズに所属している。ポジションはクォーターバック。

## 経歴

### カレッジ

#### バージニアテック
オレゴン大学、クレムソン大学、バージニア工科大学、陸軍士官学校、ピッツバーグ大学、ノースカロライナ州立大学、ミズーリ大学、ノートルダム大学などからオファーを受け、最終的にバージニア工科大学に進学した。
1年目の2018年シーズンはNCAAのレッドシャツ制度の対象となったため、3試合の出場に留まった。
2019年シーズンの5試合目で初先発し、以降は先発に定着した。このシーズンは1,555パス獲得ヤード、13のパッシングTD、356ラン獲得ヤード、5つのラッシングTDを記録した。
2020年シーズンは1,339パス獲得ヤード、9つのパッシングTD、620ラン獲得ヤード、9つのラッシングTDを記録した。

#### テネシー
2021年シーズンからテネシー大学に転校した。
このシーズンは当初ジョー・ミルトンの控えだったが、ミルトンが開幕2試合目のピッツバーグ大学戦で負傷したため、以降の試合では先発を務めた。パデュー大学とのミュージックシティボウルでは378パス獲得ヤード、5つのパッシングTDを記録したが、延長戦の末敗れた。シーズン全体では2,945パス獲得ヤード、31のパッシングTD、616ラン獲得ヤード、5つのラッシングTDを記録した。
2022年シーズンはチームを開幕5連勝に導くなど好調で、6試合目のアラバマ大学戦でも385パス獲得ヤード、5つのパッシングTDを記録して勝利。テネシー大学がアラバマ大学に勝利したのは2006年以来であった。以降もエースとして活躍し、チームはAP通信のランキングで2001年以来最高となる2位にランクインした。しかし、2022年11月20日のサウスカロライナ大学戦で左膝の前十字靱帯を断裂し、シーズン終了となった。このシーズンは3,135パス獲得ヤード、27のパッシングTDを記録し、SEC最優秀攻撃選手賞を受賞。オールSECファーストチームに選出され、ハイズマン賞の投票でも5位に入った。

#### 個人成績
| シーズン         | 試合             | 試合             | 試合             | パス             | パス             | パス             | パス             | パス             | パス             | パス             | パス             | ラン             | ラン             | ラン             | ラン             | ラン |
| シーズン         | GP               | GS               | Record           | Cmp              | Att              | Pct              | Yds              | Avg              | TD               | Int              | Rtg              | Att              | Yds              | Avg              | TD               |      |
| バージニアテック | バージニアテック | バージニアテック | バージニアテック | バージニアテック | バージニアテック | バージニアテック | バージニアテック | バージニアテック | バージニアテック | バージニアテック | バージニアテック | バージニアテック | バージニアテック | バージニアテック | バージニアテック |      |
| ---------------- | ---------------- | ---------------- | ---------------- | ---------------- | ---------------- | ---------------- | ---------------- | ---------------- | ---------------- | ---------------- | ---------------- | ---------------- | ---------------- | ---------------- | ---------------- | ---- |
| 2018             | 3                | 0                | —                | 0                | 0                | 0.0              | 0                | 0.0              | 0                | 0                | 0                | 4                | 57               | 14.3             | 1                |      |
| 2019             | 9                | 9                | 6–3              | 99               | 162              | 61.1             | 1,555            | 9.6              | 13               | 2                | 165.8            | 123              | 356              | 2.9              | 5                |      |
| 2020             | 8                | 7                | 2–5              | 98               | 150              | 65.3             | 1,339            | 8.9              | 9                | 5                | 153.5            | 120              | 620              | 5.2              | 9                |      |
| テネシー         |                  |                  |                  |                  |                  |                  |                  |                  |                  |                  |                  |                  |                  |                  |                  |      |
| 2021             | 13               | 11               | 6–5              | 206              | 302              | 68.2             | 2,945            | 9.8              | 31               | 3                | 182.0            | 166              | 616              | 3.7              | 5                |      |
| 2022             | 11               | 11               | 9–2              | 229              | 329              | 70               | 3,135            | 9.5              | 27               | 2                | 189.9            | 104              | 430              | 4.1              | 5                |      |
| 通算             | 42               | 36               | 22–14            | 582              | 866              | 66.6             | 7,656            | 9.8              | 68               | 11               | 174.4            | 473              | 1,940            | 4.1              | 23               |      |

### デトロイト・ライオンズ
| 6 ft 3+1⁄4 in (191 cm)      | 217 lb (98 kg) | 33 in (84 cm) | 10+1⁄2 in (27 cm) |
| All values from NFL Combine |                |               |                   |

2023年のNFLドラフトにて、全体68位でデトロイト・ライオンズから指名され、その後ルーキー契約を結んだ。

## 人物
クリスチャンであり、聖書についての知識が深い。子供に対して聖書を広めたいと考え、スポーツを交えた子供向けの聖書を作成している。